# Krchleby (Nymburki járás)
Krchleby település Csehországban, a Nymburki járásban. Krchleby Jizbice, Všechlapy, Čilec, Straky, Loučeň, Bobnice, Jíkev és Dvory településekkel határos. Lakosainak száma 806 fő (2024. január 1.).

## Népesség
A település lakosságának változását az alábbi diagram mutatja:
| Lakosok száma | 673  | 821  | 858  | 702  | 753  | 713  | 726  | 729  | 741  | 806  |
|               | 1869 | 1890 | 1921 | 1950 | 1980 | 2001 | 2017 | 2019 | 2022 | 2024 |